# Up All Night (East 17-album)
Az Up All Night című album az East 17 harmadik stúdióalbuma, mely 1995 október 1-én jelent meg. Ez az album az utolsó, melyen a tagok eredeti felállásban közreműködnek. Az album dalaiban a csapat összes tagja közreműködött, az albumról kiadott három kislemezt Tony Mortimer írta.
Az album az Egyesült Királyságban Platina minősítést kapott, valamint a Japánban kiadott CD változaton helyet kapott az "Overture Medley (From Letting Off Steam Tour 95)" megamix is.

## Megjelenések
CD  London Records – POCD-1195
1. Innocent Erotic - 5:54 Written-By – Hendy, Kean, Vickers
2. Thunder - 4:54 Producer [Additional] – Ian Stanley, Written-By – Mortimer
3. I Remember - 3:43 Written-By – Hawken, Coldwell
4. Do U Still? - 4:18 Written-By – Mortimer
5. Gotta Keep On - 5:12 Written-By – Harvey
6. Ghetto - 5:45 Written-By – Harvey
7. Looking For - 4:07 Written-By – Coldwell
8. Best Days - 3:26 Written-By – Hendy, Kean, Vickers

1. Don't You Feel So Good - 3:50 Written-By – Hawken, Coldwell
2. Free Your Mind - 4:22 Written-By – Hendy, Kean, Vickers
3. Right Here With You - 5:05 Written-By – Harvey
4. Someone To Love - 4:25 Written-By – Mortimer
5. It's All Over - 6:19 Written-By – Mortimer
6. Overture Medley (From Letting Off Steam Tour 95) - 9:29

- Left It Rain, Stay Another Day, House Of Love, Gold, It's Alright, Be There

## Slágerlista
| Slágerlista(1995)                          | Legjobb helyezés |
| ------------------------------------------ | ---------------- |
| Ausztrália (ARIA)                          | 72               |
| Ausztria (Ö3 Austria Top 40)               | 28               |
| Belgian Albums (Ultratop Wallonia)         | 23               |
| Hollandia (Dutch Charts Album Top 100)     | 75               |
| European Albums Chart                      | 17               |
| Franciaország (SNEP)                       | 30               |
| Németország (Media Control Top 100 Album)  | 17               |
| Magyarország (Rádiós Top 40)               | 15               |
| Írország (IRMA)                            | 12               |
| Olaszország (FIMI Album Top 20)            | 11               |
| Norvégia (VG-lista Album Top 40)           | 32               |
| Oroszország (NFPF)                         | 1                |
| Skócia (OCC)                               | 13               |
| Svájc (Schweizer Hitparade Top 100 Albums) | 14               |
| Egyesült Királyság (UK Albums Chart)       | 7                |

## Év végi összesítések
| Slágerlista(1995) | Legjobb helyezés |
| ----------------- | ---------------- |
| UK Albums Chart   | 43               |
| Slágerlista(1996) | Legjobb helyezés |
| Németország       | 90               |

## Minősítések

### Minősítések
| Ország                   | Minősítés  | Eladások |
| ------------------------ | ---------- | -------- |
| Svájc (IFPI)             | platina    | 25.000   |
| Egyesült Királyság (BPI) | 2x platina | 300.000  |